# Jerarquía militar del Brasil
En Brasil, la jerarquía militar es la base de la organización de las Fuerzas Armadas, Policía Militar y Bomberos Militares y conforma la cadena de mando a seguir por todos los integrantes de las Fuerzas en su estructura organizativa. La Constitución asigna al Presidente de la República las funciones de Comandante en jefe de las Fuerzas Armadas. Están destinadas a la defensa de la patria, a la garantía de los poderes constitucionales y, por iniciativa de cualquiera de ellos (Ejecutivo, Legislativo o Judicial), de la ley y el orden público.

## Clasificación
De acuerdo con el Estatuto de los Militares (Ley 6.880, del 9 de diciembre de 1980), los militares están distribuidos en dos clases: oficiales, clasificados por puestos; y plazas, clasificadas por graduaciones.
Esas clases se subdividen en otras según el nivel de responsabilidad y calificación profesional. A cada grado jerárquico le corresponde una insignia.
     Sólo en tiempo de guerra
|                       | Marina de Brasil        | Ejército Brasileño  | Fuerza Aérea Brasileña     |
| --------------------- | ----------------------- | ------------------- | -------------------------- |
| Oficiales generales   | Almirante               | Marechal            | Marechal do Ar             |
| Oficiales generales   | Almirante de Esquadra   | General de Exército | Tenente-Brigadeiro         |
| Oficiales generales   | Vicealmirante           | General de Divisão  | Major-Brigadeiro           |
| Oficiales generales   | Contra-Almirante        | General de Brigada  | Brigadeiro                 |
| Oficiales superiores  | Capitão de Mar e Guerra | Coronel             | Coronel                    |
| Oficiales superiores  | Capitão de Fragata      | Tenente-Coronel     | Tenente-Coronel            |
| Oficiales superiores  | Capitão de Corveta      | Major               | Major                      |
| Oficiales intermedios | Capitão-Tenente         | Capitão             | Capitão                    |
| Oficiales subalternos | Primeiro-Tenente        | Primeiro-Tenente    | Primeiro-Tenente           |
| Oficiales subalternos | Segundo-Tenente         | Segundo-Tenente     | Segundo-Tenente            |
| Oficiales subalternos | Guarda-Marinha          | Aspirante           | Aspirante                  |
| Plazas o graduados    | Suboficial              | Subtenente          | Suboficial                 |
| Plazas o graduados    | Primeiro-Sargento       | Primeiro-Sargento   | Primeiro-Sargento          |
| Plazas o graduados    | Segundo-Sargento        | Segundo-Sargento    | Segundo-Sargento           |
| Plazas o graduados    | Terceiro-Sargento       | Terceiro-Sargento   | Terceiro-Sargento          |
| Plazas o graduados    | Cabo                    | Cabo                | Cabo                       |
| Plazas o graduados    | Marinero / Soldado      | Soldado             | Soldado de Primeira-Classe |
| Plazas o graduados    | Marinero / Soldado      | Soldado             | Soldado de Segunda-Classe  |

Observaciones:
- Todas las placas de la Armada (insignias de hombro) en la tabla anterior tienen una especialidad.
- Las insignias de los grados del Ejército ya no tienen especialidad, que ahora se representa sólo en los cuellos de los uniformes.[6]
- Las placas del Ejército del Aire se muestran sin la especialización - que se colocaría entre la insignia y el botón de plata - a excepción de las placas de Teniente Brigadier y Mariscal del Aire, rangos exclusivos de los Aviadores.
- Los grados de Almirante, Mariscal y Mariscal del Aire sólo se ocupan en caso de guerra.
- En la Armada, los oficiales del Cuerpo de la Flota tienen una ligera distinción (la adición de la vuelta de Nelson) en sus insignias con respecto a las de los demás oficiales.
- Salvo algunas excepciones, las insignias de especialización también se adjuntan a la insignia.